# Seonbawi (métro de Séoul)
Seonbawi  (hangeul : 선바위 ; hanja : 선바위) est une station de passage de la ligne 4 du métro de Séoul. Elle est située au 440 Jungang-ro, quartier Gwacheon-dong, de la ville Gwacheon-si, dans la province (Gyeonggi-do), près de Séoul en Corée du Sud.
Ouverte en 1994, elle est desservie par les rames omnibus et express qui circulent sur la ligne 4.

## Situation sur le réseau

Plan du réseau (2023)

Établie en souterrain, la station Seonbawi, est une station de passage de la ligne 4 du métro de Séoul : elle est située entre la station Namtaeryeong, en direction du terminus nord-est Jinjeop, et la station Seoul Racecourse Park en direction du terminus sud-est Oido,.

## Histoire
La station souterraine Seonbawi est mise en service, le 1er avril 1994,. lors de l'ouverture à l'exploitation, des 14,1 km, de la ligne Gwacheon (intégrée dans la ligne 4 ce même jour), de Geumjeong à Namtaeryeong.

## Services aux voyageurs

### Accès et accueil
Établie au 440 Jungang-ro, dans le quartier Gwacheon-dong, la station dispose de six bouches, numérotés de 1 à 6. Des escaliers, escaliers mécaniques et ascenseurs permettent les circulations piétonnes entre les différents niveaux. Elle est notamment équipée d'une billetterie avec des automates pour l'achat de titres de transport. Les quais de la station sont équipés de portes palières.

### Desserte
Seonbawi est desservie par les rames omnibus et express qui circulent sur la ligne 4.

Installations
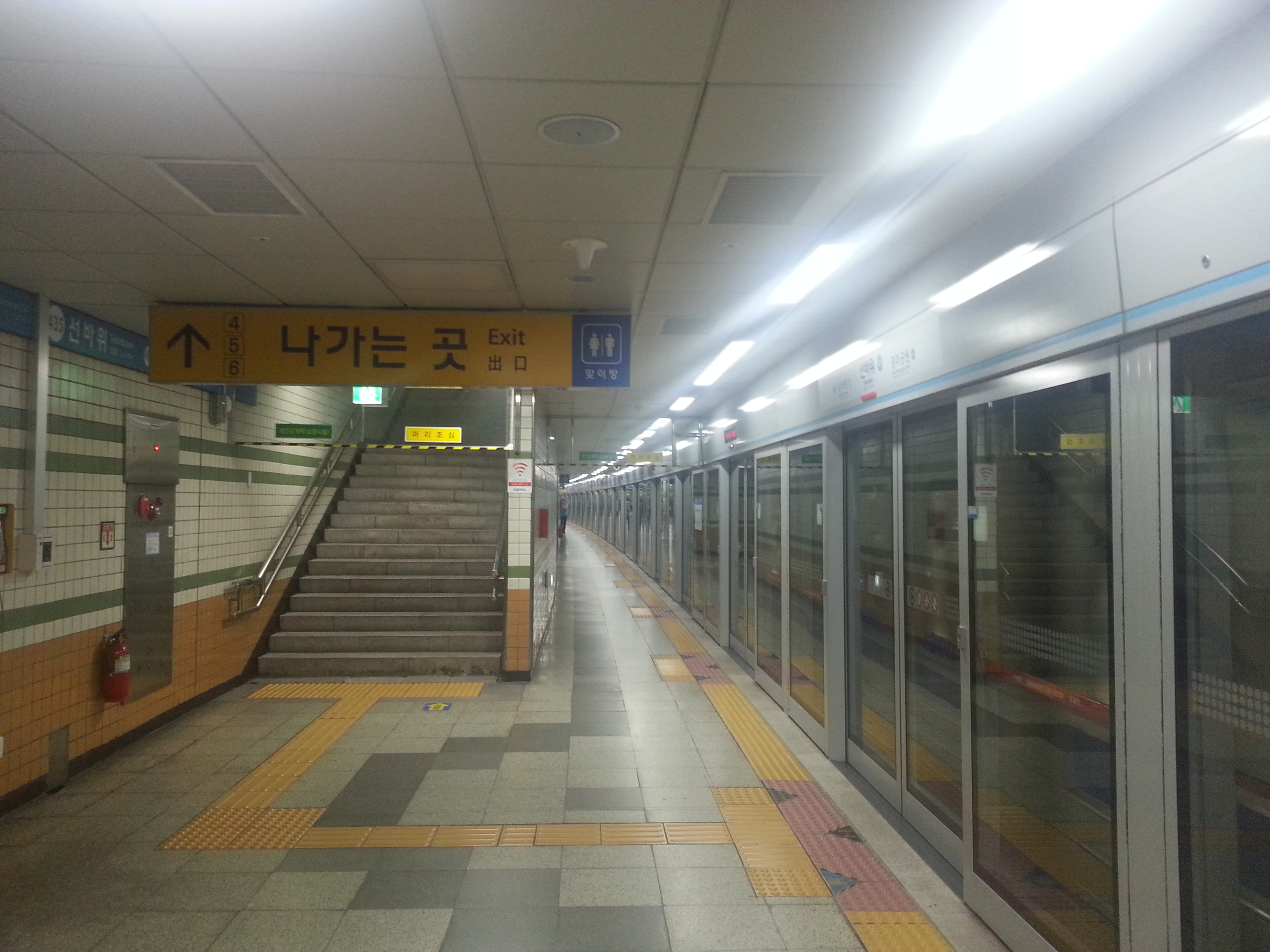
En 2015.
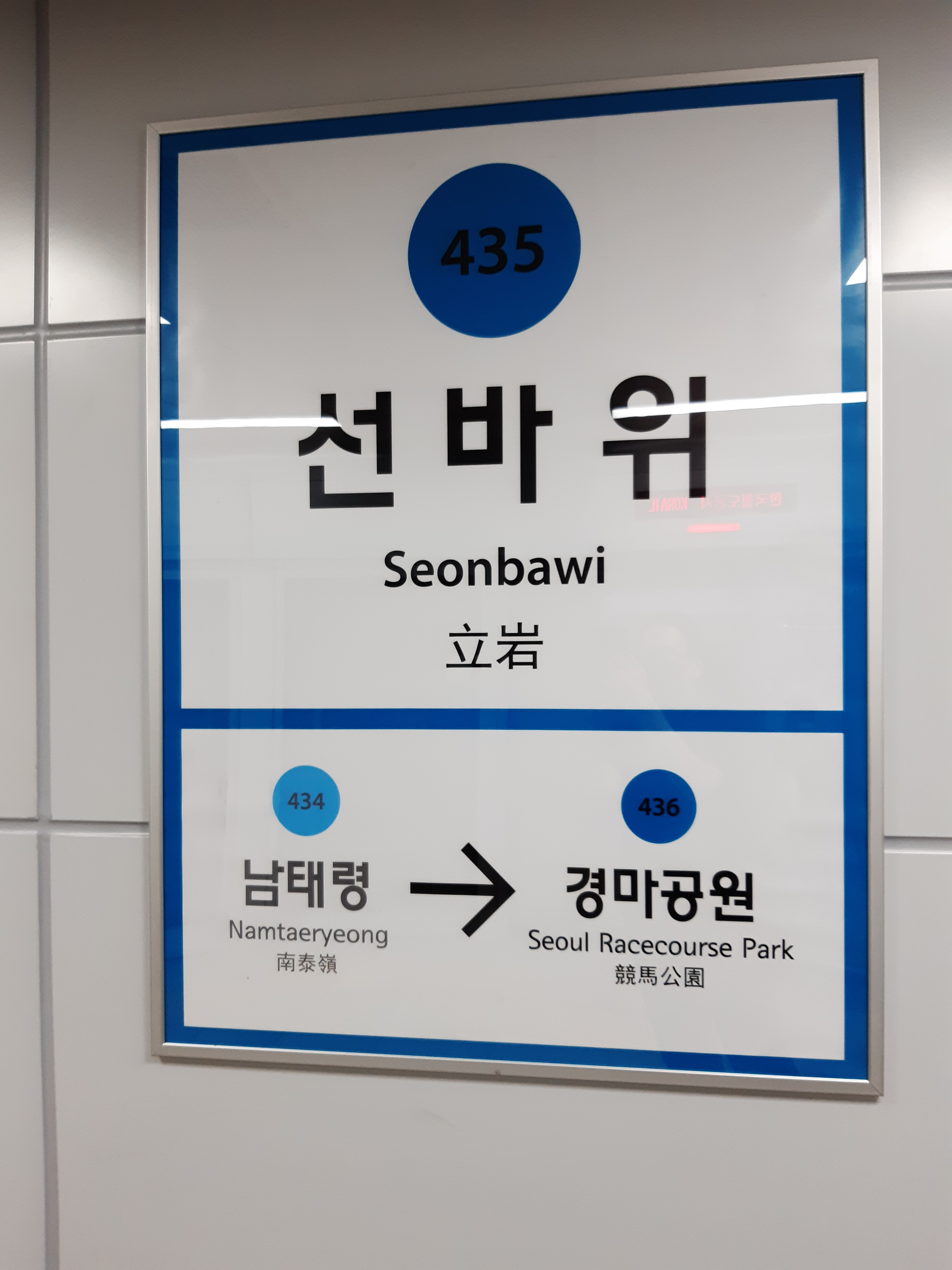
En 2020.
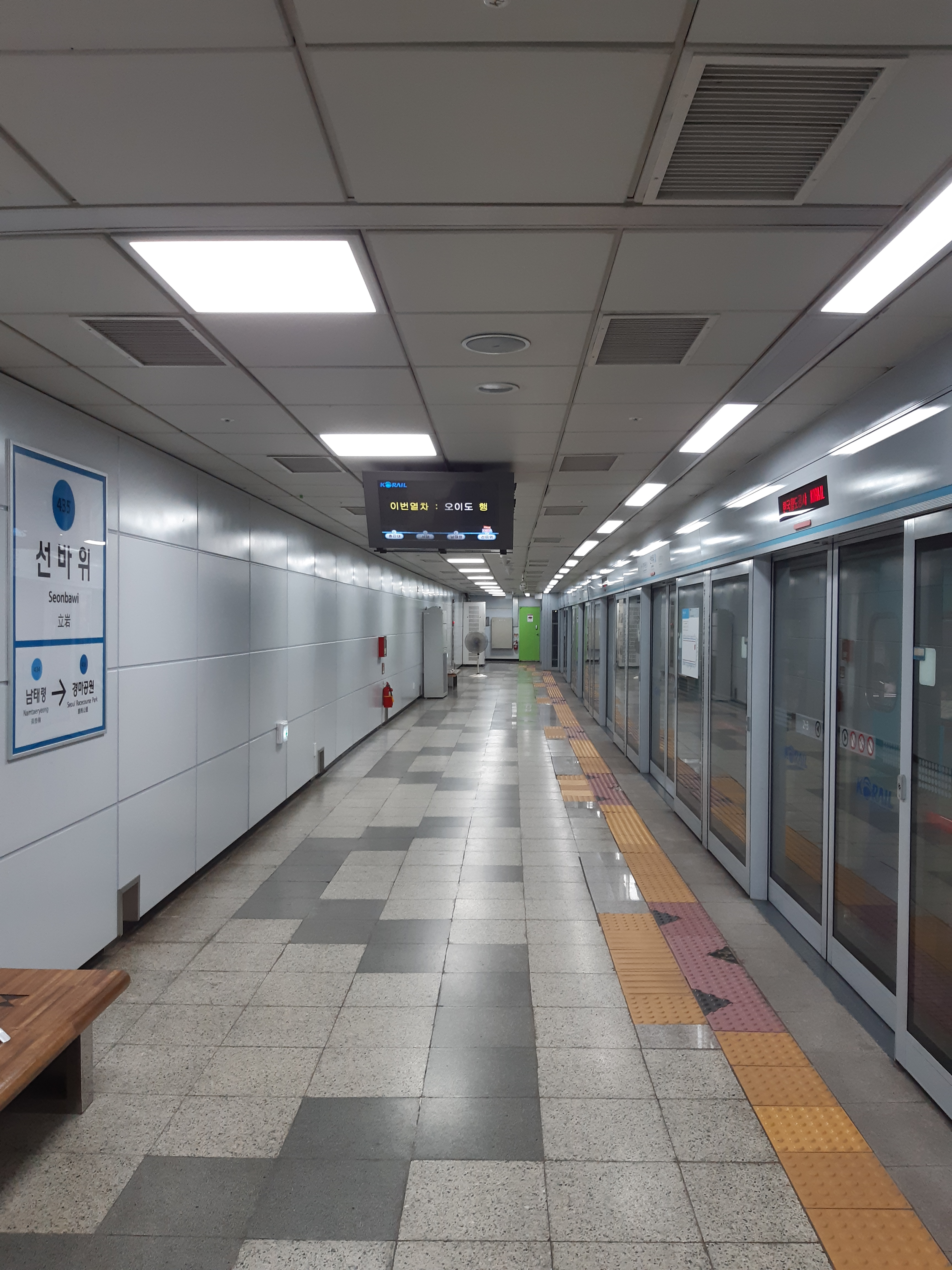
En 2020.

### Intermodalité
Des arrêts de bus urbains sont situés à proximité de certains accès.